# Spyderco

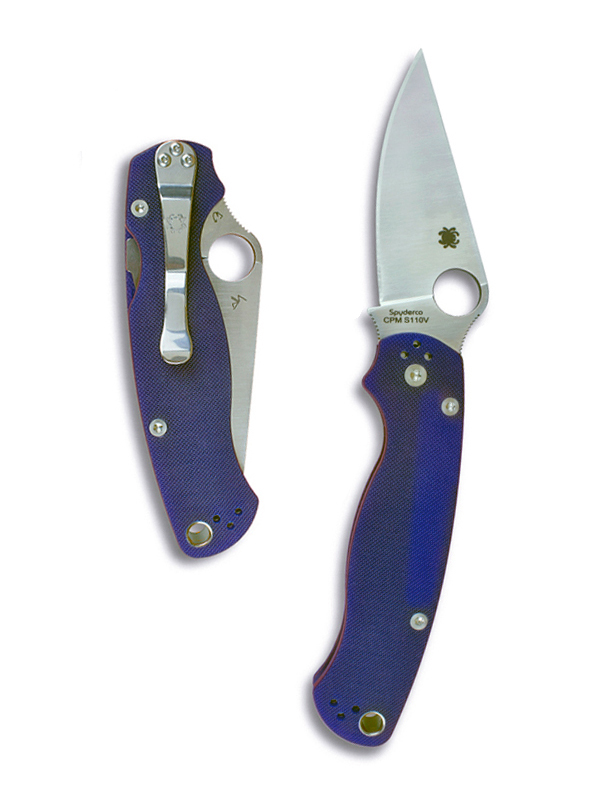
Spyderco Para Military 2

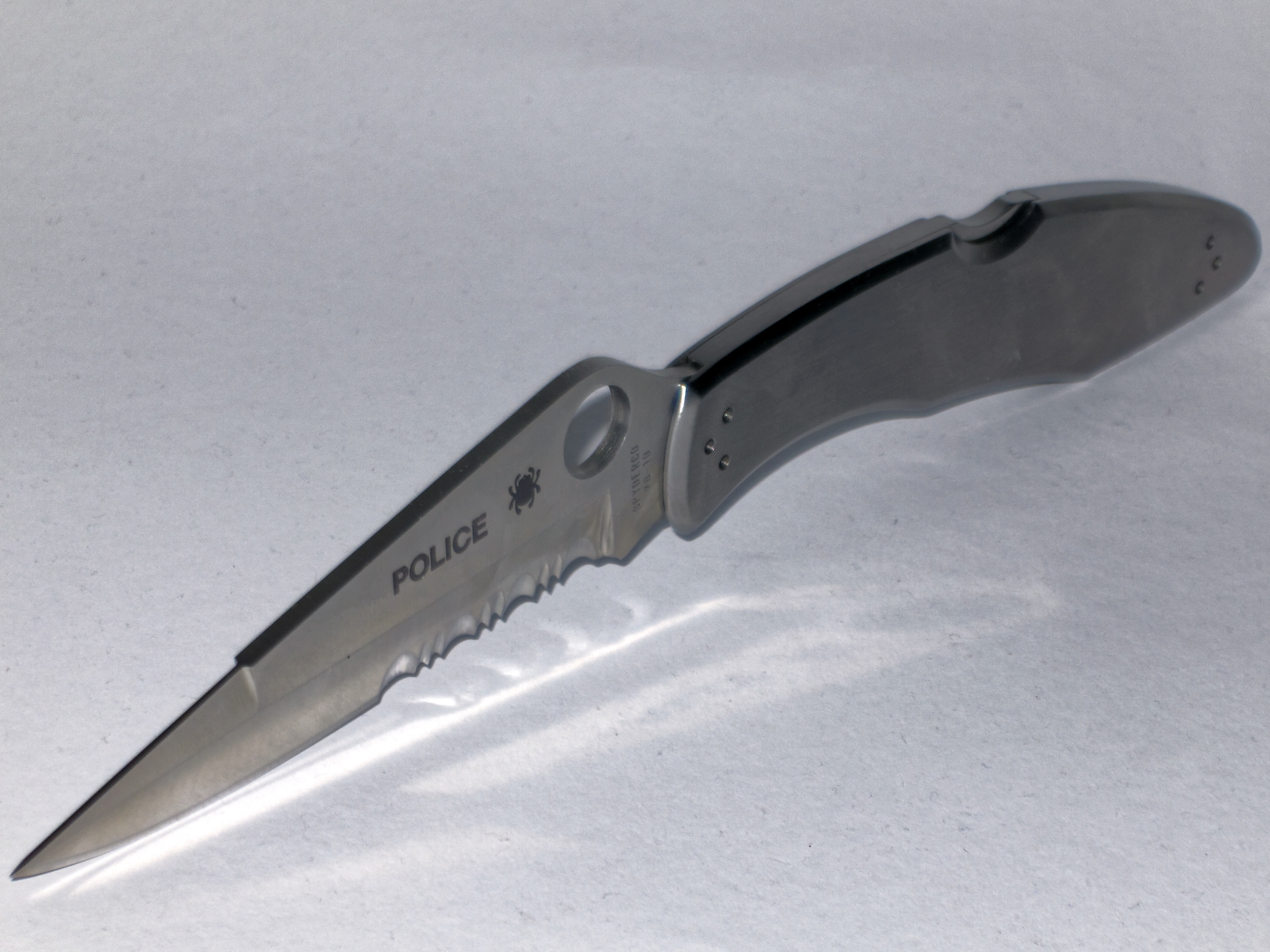
Spyderco Police mit Teilsägezahnung

Spyderco ist ein US-amerikanischer Hersteller von Messern und Zubehör; die Fertigungsstätten liegen in Japan, Italien, China, Taiwan und in den USA. Die Firmenzentrale befindet sich in Golden (Colorado).
Spyderco stellt insbesondere qualitativ hochwertige Messer sowohl mit feststehender Klinge als auch Klappmesser her. Verschiedene Modelle gelangen international auch in den professionellen Einsatz, z. B. bei Polizei und Militär. Das charakteristische Merkmal der Klappmesser ist ein großes rundes Loch in der Klinge. Mit Hilfe dieses Lochs kann das Messer mit dem Daumen der führenden Hand schnell geöffnet werden.
Die meisten Messer dieses Herstellers haben außerdem einen Clip. Spyderco war der erste Hersteller, der im Jahr 1981 seine Klappmesser mit einem Clip versah. Der Clip dient dazu, das Messer an der Kleidung oder am Hosengürtel zu tragen, um es bei Bedarf sehr schnell ziehen zu können. Die daraus resultierenden Tragepositionen des Messers im geschlossenen Zustand nennt man tip-down (englisch für „Spitze nach unten“) bzw. tip-up (englisch für „Spitze nach oben“).
Das Unternehmenslogo von Spyderco ist eine stilisierte Spinne, die meist auf Klinge oder Griff gelasert wird.
Das Spyderco-Messer Harpy wurde durch eine sehr brutale Szene im Film Hannibal international bekannt, in dem es vom fiktiven Serienmörder Hannibal Lecter genutzt wurde.